# Fédération d'Australie de football australien
La Fédération d'Australie de football australien ou Commission AFL en anglais est l'organe directeur de l'Australian Football League, de ses filiales et entités contrôlées. Richard Goyder est président depuis le 4 avril 2017, en remplacement de Mike Fitzpatrick.
La Commission organise le plus haut niveau de compétition représentative en Australie, étant responsable de la compétition des États d'origine de 1991 jusqu'à sa cessation en 1999. Depuis 1998, elle supervise également la participation de l'Australie à l' International Rules Series.
Elle approuve également l'administration des nouvelles licences de clubs et participe à l'expansion de la compétition nationale depuis 1987, jouant un rôle déterminant dans la fusion qui a donné naissance aux Brisbane Lions. La Commission possède également l'intégralité des Greater Western Sydney Giants. Parmi les autres clubs ayant un conseil d'administration nommé par la Commission de l'AFL figurent les Sydney Swans, les Gold Coast Suns, l'Adelaide Football Club et le Port Adelaide Football Club. La Commission gère un Fonds d'équilibre compétitif, qui redistribue les bénéfices aux clubs les plus démunis pour contribuer à garantir la viabilité financière à long terme de tous ses clubs membres.
Dans le cadre de son rôle, la Commission est responsable du Temple de la renommée du football australien, des championnats masculins des moins de 18 ans de l'AFL et des championnats féminins des moins de 18 ans de l'AFL. Elle a également été responsable de la compétition senior State of Origin de 1991 jusqu'à sa fin en 1999.
Entre 2010 et 2021, l'AFL a dépensé entre 6 et 38 millions de dollars par an (moins de 5 % du chiffre d'affaires total) en subventions pour le développement de jeux à l'échelle mondiale (à l'exclusion d'un programme ponctuel de relance du football communautaire à la suite de la pandémie de COVID-19). Avec un nouvel accord sur les droits télévisuels en 2022 et pour aider le jeu à la base à poursuivre sa reprise après la pandémie de COVID-19, la Commission a augmenté ses subventions communautaires à 67 millions de dollars.